# Туньоли, Джузеппе
Джузеппе Туньоли (итал. Giuseppe Tugnoli; 2 октября 1888, Болонья — 13 сентября 1968, Экл, Норфолк) — итальянский легкоатлет, выступавший в метании копья и диска, толкании ядра и прыжках в высоту. Участник летних Олимпийских игр 1912 и 1920 годов.

## Биография
Джузеппе Туньоли родился 2 октября 1888 года в итальянском городе Болонья.
Выступал в легкоатлетических соревнованиях за «Виртус» из Болоньи. Двенадцать раз становился чемпионом Италии: по четыре раза в толкании ядра (1913—1914, 1920, 1923) и толкании камня (1913—1914, 1919—1920), трижды — в метании диска (1914, 1922—1923), один раз — в метании копья (1919). В 1916—1919 годах был рекордсменом Италии в прыжках в высоту (1,75 метра).
В 1912 году вошёл в состав сборной Италии на летних Олимпийских играх в Стокгольме. Был заявлен в толкании ядра и метании диска, но не вышел на старт.
В 1920 году вошёл в состав сборной Италии на летних Олимпийских играх в Антверпене. В толкании ядра занял в квалификации 14-е место, показав результат 12,070 метра и уступив 1,535 метра худшему из попавших в финал Харальду Таммеру из Эстонии.
Умер 13 сентября 1968 года.

## Личные рекорды
- Прыжки в высоту — 1,78 (30 апреля 1916, Флоренция)[7]
- Метание копья — 56,24 (10 октября 1915, Милан)[7]
- Метание диска — 41,69 (13 июня 1914, Будапешт)[7]
- Толкание ядра — 13,85 (5 июня 1910, Верона)[7][1]